# Encephalartos schaijesii
Encephalartos schaijesii es una especie de Cycadopsida del género Encephalartos, de la familia Zamiaceae, del orden Cycadales.

## Distribución
Encephalartos schaijesii se distribuye por República Democrática del Congo (Katanga).

## Taxonomía
Fue descrita científicamente por Malaisse, Sclavo & Crosiers. Fue publicado por primera vez en Malaisse, Sclavo & Crosiers. In: Bull. Jard. Bot. Natl. Belg. 62: 215-219. (1993).